# Maria Theresia Rave-Faensen
Maria Theresia Rave-Faensen (* 12. April 1903 in Stolberg (Rheinland); † 27. September 1987 in Berlin), auch M. Th. Rave genannt, war eine deutsche Grafikerin und Kunstpädagogin.

## Leben
Maria Theresia Faensen wuchs in bürgerlichen Verhältnissen in Stolberg (Rheinland) auf. 1917 zog die Familie nach Berlin um. Hier legte Maria Theresia Faensen 1922 das Abitur ab. Sie setzte sich in der konservativen Familie mit emanzipatorischem Elan durch und besuchte die Staatliche Kunstschule zu Berlin-Schöneberg. Dort lernte sie in der Klasse von Georg Tappert. Nach einer kurzen Tätigkeit als Zeichnerin in einem Trickfilmstudio arbeitete sie 1927 bis zu ihrer Heirat mit dem Kunsthistoriker Paul Ortwin Rave 1933 als Lehrerin für Kunstbetrachtung, Akt-, Mode- und Reklamezeichnen sowie Schriftgestaltung in verschiedenen Schulen des Lette-Vereins.
Von 1933 bis 1939 lebte das Paar mit den beiden Kindern Jan Ortwin Rave und Rolf Jochen Rave in Potsdam, danach wieder in Berlin. Ab 1955 nahm Maria Theresia Rave-Faensen ihre Lehrtätigkeit wieder auf, zunächst im Lette-Verein und später für die Dahlemer Dienstagsmaler.
M. Th. Rave war neben Beruf und Familie durchweg künstlerisch tätig.
Maria Theresia Rave-Faensen war Mitglied im Bundesverband Bildender Künstler, im Verein der Freunde der Nationalgalerie, und in der Pückler-Gesellschaft.
Sie starb 1987 in Berlin.

## Werk
Zu Beginn arbeitete die Künstlerin vor allem gegenständlich. Inspiriert durch die Arbeiten der Novembergruppe adaptierte sie Elemente des Konstruktivismus, Kubismus, Futurismus. Ihren eigenen abstrakten Stil entwickelte sie jedoch erst nach dem Zweiten Weltkrieg, ab den 1950er Jahren. Im Spätwerk zeigt sich ein ausgewogenes Zusammenspiel von geometrischen Formen, Ornamenten, Farbwerten. Die polyperspektivische Bildkonstruktion erzeugt den Eindruck von Dreidimensionalität, die auch bei gelegentlichen Irritationen, immer eine kontemplative Wirkung erreicht. M. Th. Rave arbeitete vor allem mit Gouache-Techniken, aber auch mit Öl, Pastell, Aquarell, Kreiden oder Stiften. In der späteren Schaffensperiode entstanden auch Collagen.
Bilder der Künstlerin befinden sich in der Berlinischen Galerie.

## Ausstellungen
Gruppenausstellungen
- 1945 Herbstausstellung in der Kamillenstraße, Kunstamt Steglitz, Berlin
- 1946 Frühjahrsausstellung in der Kamillenstraße, Kunstamt Steglitz, Berlin
- 1946 Aquarelle-Malerei-Plastik, Kunstamt Steglitz, Berlin
- 1946 Weihnachtsgaben der Künstler und des Kunsthandwerks, Haus am Waldsee, Berlin
- 1947 Weihnachts-Verkaufsausstellung, Haus am Waldsee, Berlin
- 1950 Berliner Kunstausstellung Weihnachten, Schloss Charlottenburg, Berlin
- 1950 Malerei-Graphik-Plastik, Haus am Waldsee, Berlin
- 1952 Ausstellung Zehlendorfer Künstler, Haus am Waldsee, Berlin
- 1952 Weihnachts-Verkaufsausstellung der Berliner Künstler, Schloss Charlottenburg, Berlin
- 1953 Ausstellung Zehlendorfer Maler und Bildhauer, Haus am Waldsee, Berlin
- 1954 Ausstellung Zehlendorfer Künstler, Haus am Waldsee, Berlin
- 1954 Weihnachts-Verkaufsausstellung Berliner Künstler und Kunsthandwerker, Schloss Charlottenburg, Berlin
- 1954 Juryfreie Kunstausstellung Berlin 1954, Ausstellungshallen am Funkturm, Berlin
- 1955 Gedok-Ausstellung Hahnentorburg, Köln
- 1956 Große Berliner Kunstausstellung 1956, Ausstellungshallen am Funkturm, Berlin
- 1981 Längsschnitte 1, Berlin realistisch 1890–1980, Berlinische Galerie, Berlin
- 1981 Längsschnitte 2, Berlin konstruktiv, Berlinische Galerie, Berlin
- 1981 Konkret-konstruktive Kunst, Berlinische Galerie, Berlin
- 1986 3 × Konstruktivismus, Off-Galerie, Berlin

Einzelausstellungen
- 1954 Antiquariat Wasmuth, Berlin
- 1974 Galerie Gerda Bassenge, Berlin
- 1975 Praxis Dr. Gunda Köppen, Berlin
- 1978 Architekturbüro Jan und Rolf Rave, Berlin
- 1983 Off Galerie, Berlin
- 2003 Mies van der Rohe Haus, Berlin